# Comte de Óbidos
 (mars 2023).
Si vous disposez d'ouvrages ou d'articles de référence ou si vous connaissez des sites web de qualité traitant du thème abordé ici, merci de compléter l'article en donnant les références utiles à sa vérifiabilité et en les liant à la section « Notes et références ».
Le titre de comte de Óbidos fut créé par le roi Philippe III de Portugal (Philippe IV d'Espagne), au XVIIe siècle, en faveur de Vasco de Mascarenhas.

## Liste des comtes de Óbidos
(mars 2023).
1. Vasco Mascarenhas
2. Fernando Martins Mascarenhas
3. Manuel Mascarenhas
4. José Maria de Assis Mascarenhas
5. Manuel Assis Mascarenhas
6. Eugénia Maria Assis Mascarenhas
7. Manuel Assis Mascarenhas de Sousa Coutinho
8. Luís António Assis Mascarenhas de Castelo-Branco de Sousa Coutinho
9. Pedro Assis Mascarenhas
10. Miguel Pedro Melo Assis Mascarenhas
11. José Luís Andrade de Vasconcelos e Sousa
12. José Luís de Melo de Vasconcelos e Sousa